# Alain Damiens
Pour les articles homonymes, voir Damiens.
Alain Damiens (né en 1950 à Calais) est un clarinettiste français.

## Biographie
Après avoir étudié la clarinette au Conservatoire de Calais, Alain Damiens se perfectionne auprès d'Ulysse Delécluse au Conservatoire de Paris et y obtient ses premiers prix (clarinette, musique de chambre). Il obtient une bourse d'études au National Music Camp Michigan aux États-Unis, où il étudie la clarinette, la musique de chambre et l'orchestre. 
Il a été clarinette solo à l'Orchestre philharmonique de Strasbourg et à « Pupitre 14 » (Amiens). En 1976, par choix artistique, il intègre l’Ensemble intercontemporain (IRCAM) (clarinette en si , petite clarinette en mi , cor de basset, clarinette basse) dirigé par Pierre Boulez. Il est l'interprète de pièces de compositeurs contemporains, notamment Philippe Fénelon, Franco Donatoni, Karlheinz Stockhausen et Vinko Globokar.
Sa maîtrise de la clarinette le désigne pour la création de nombreuses œuvres de référence en musique contemporaine: Dialogue de l’ombre double (1985) de Pierre Boulez,  Concerto pour clarinette (1997) d’Elliott Carter, En Trio de Gilbert Amy...
Titulaire du CA, il a été professeur au Conservatoire de Strasbourg jusqu'en 1977 puis au Conservatoire de Paris avec Michel Arrignon. Depuis 1977, il est professeur de clarinette au Conservatoire National de Région d'Aubervilliers-La Courneuve.
Il partage son expertise dans des classes de maître en France et partout autour du monde (Canada, Brésil, Chili, Suède...).
Il a expérimenté un « bec de clarinette à volume variable » sur diverses pièces.
Un livre lui a été consacré où il se livre sur l’acte de jouer, l’art de transmettre et le bonheur de vivre la musique au contact de ceux qui l’ont composée,.

## Discographie
- Stravinsky : Ebony concerto ; Trois pièces pour clarinette seule (Polydor, 1982)
- Messiaen : Quatuor pour la fin du temps, avec Maryvonne Le Dizès-Richard ; Alain Damiens ; Pierre-Laurent Aimard ; Pierre Strauch (en) (1987)
- Alain Damiens joue Stravinsky (Trois pièces) - Boulez (Domaines) - Denisov (Sonate) - Stockhausen (In Freundschaft) - Donatoni (Clair) - Berio (Sequenza IX, Lied) (1988, Adda 581066 / Accord) (OCLC 953244964)
- Bartók (Contrastes) ; Berg (Adagio extr. Concerto de chambre) ; Stravinsky (L'Histoire du Soldat) ; Amy (En Trio) - Maryvonne Le Dizès, violon ; Alain Damiens, clarinette ; Pierre-Laurent Aimard, piano (13-15 mai 1989, Adda 581142 / Accord 240112) (OCLC 658794213 et 38878024)
- Boulez : Sonatine pour flûte et piano ; Première sonate pour piano ; Dérive ; Mémorial ; Dialogue de l'ombre double ; Cummings ist der Dichter - Ensemble intercontemporain, BBC Singers, dir. Pierre Boulez ; Sophie Cherrier, flûte ; Pierre-Laurent Aimard, piano ; Alain Damiens, clarinette (9 mars 1990, Erato/ Apex / Warner) (OCLC 24919086), (OCLC 611392200 et 798316041)
- Xenakis (Charisma) ; Haïm (Trio « Nighted ») ; Lenot (Lied VI) ; Fénelon (« Orion » Mythologie II) ; Vinko Globokar (Discours IV) (1991, Adda/Musique française d'aujourd'hui 581277) (OCLC 492401649)
- Présences '92 : Festival international de Radio France clarinette, 1992 : Kasper T. Toeplitz, Ernst Bechert, João Rafael, Michael Jarrell, Marco Stroppa, Nicolas Bacri, Stéphane Bortoli, Simon Holt, Gérard Pesson, Franck Krawczyk, Frédéric Durieux - Orchestre national de France ; Orchestre philharmonique de Radio France ; Ensemble Alternance ; Ensemble Fa ; Asko Ensemble ; Ensemble Contrechamps ; Accroche Note ; Fabrice Bollon ; Dominique My ; Mark Foster ; Denis Cohen ; Giorgio Bernasconi ; Arturo Tamayo ; Jean-Pierre Arnaud ; Franck Krawczyk ; Sylvie Sullé ; Ingrid Kappelle ; Pierre-Laurent Aimard ; Alain Damiens ; Dominique de Williencourt
- Hurel : Six miniatures en trompe-l'œil ; Leçon de choses ; Opcit ; Pour l'image pour clarinette, clarinette basse ; Ensemble intercontemporain ; Ed Spanjaard (en) ; Alain Damiens (1995, Musidisc)
- Xenakis : Anaktoria ; Morsima-Amorsima ; Oophaa ; Charisma° ; Mists* ; Mikka / Mikka « S »°° - Octuor de Paris, Élisabeth Chojnacka°, clavecin ; Sylvio Gualda°, percussion ; Alain Damiens*, clarinette ; Pierre Strauch, violoncelle ; Claude Helffer ; Maryvonne Le Dizès°°, violon (1972, 1984, 1985 et 1990, Accord 205652) (OCLC 36697361)
- Boulez : Répons ; Dialogue de l'ombre double - Ensemble InterContemporain / Pierre Boulez / Alain Damiens (1998, Deutsche Grammophon) (OCLC 781040870)
- Brahms : Œuvre complète pour clarinette (Musidisc,1996)
- Berio, Sequenza IXa (1998, Deutsche Grammophon)
- American Clarinet : Adams (Gnarly Buttons) ; Sandroff (en)  (Tephillah), Carter (Concerto pour clarinette ; Gra) ; Reich (New York Counterpoint) - Ensemble intercontemporain, dir. David Robertson ; Alain Damiens ; André Trouttet (1996 et 1998, Virgin Classics 5 45351 2 / EMI) (OCLC 469333678)
- Helmut Lachenmann : Wiegenmusik; Pression (de) ; Dal niente ; Allegro sostenuto - Pierre-Laurent Aimard ; Pierre Strauch ; Alain Damiens (1003, Accord  202082, 2000)
- Mounir Anastas : Sentence funèbre... - Alain Gerber, voix parlée ; Alain Damiens, clarinette ; Daniel Kientzy, saxophone (Intégral classic, 2006) (OCLC 658722025)
- Minimalism : Philip Glass, Steve Reich - Alain Damiens, Ransom Wilson (en) ; Solisti New York (EMI, 2008)
- François Nicolas : Infinis - Florence Millet, Jeanne-Marie Conquer, Alain Damiens (Triton, 2011)